# Amende en droit pénal français
Une amende est une somme d'argent fixée par la loi ou le règlement, correspondant parfois à la peine principale d'un délit et toujours à la peine principale d'une contravention. En France le paiement d'une amende s'effectue auprès d'un comptable du Trésor public.

## Régime juridique
Dans le cas d'une amende prononcée par le tribunal correctionnel ou le tribunal de police, toute personne peut s'acquitter de l'amende dans un délai d’un mois au moment du prononcé du jugement.
Si l’amende est réglée dans le délai d’un mois, son montant est diminué de 20 % sans excéder 1 500 €.
S’il y a une voie de recours, l’intéressé peut demander la restitution des sommes versées. Cette disposition est subordonnée à un décret en Conseil d'État pour son application.
Les délais de paiement et l’échelonnement de l’amende sont fixés par le Trésor public.

## Régime des amendes forfaitaires
L'auteur d'une contravention (quatre premières classes) condamné à payer une amende peut, pour éviter toute poursuite pénale :
- soit la payer immédiatement à l'agent qui l'a verbalisé ;
- soit la payer ultérieurement par un timbre-amende ou un autre moyen de paiement.

L'amende peut être majorée, si les délais de paiement ne sont pas respectés.

## Amende forfaitaire délictuelle
L'amende forfaitaire délictuelle entraîne une inscription au casier judiciaire, sans passer devant un juge. Son extension à un plus grand nombre de délits ces dernières années suscite des critiques de la part de juristes, d'associations et de responsables politiques.